# 울프 콜
《울프 콜》(프랑스어: Le Chant du loup, 영어: The Wolf's Call)은 2019년 개봉한 프랑스의 액션 스릴러 드라마 영화이다. 앙토냉 보드리가 감독과 각본을 맡았다.

## 내용
시리아에서 특수부대 정찰 투입, 회수 임무를 수행한 루비급 잠수함(SSN)의 함장, 부함장이 함장은 트리용팡급 잠수함(SSBN)의 함장이 되고, 부함장은 루비급 잠수함의 함장이 되어, 순찰 임무를 주임무로, 러시아에 대한 제2격을 유사시 임무로 하여 출항한다. 루비급은 트리용팡급이 작전지역에 도착해 스텔스 모드를 켤 때까지 호위를 맡았다.